# 王鑫杰
王鑫杰（1996年10月24日—），上海人，中国男子射击运动员，2022年亚洲运动会男子25米手枪速射团体金牌得主、2024年夏季奥林匹克运动会男子25米手枪速射铜牌得主。

## 生平
王鑫杰10歲時被上海市长宁区少体校高级教练夏平选中。